# Thomas Keneally
Thomas Keneally (ur. 7 października 1935 w Sydney) – australijski pisarz, scenarzysta, wykładowca akademicki.

## Życiorys
W wieku 17 lat wstąpił do seminarium duchownego, ale opuścił go przed święceniami. Doświadczenie to wpłynęło na jego wczesną twórczość. W latach 1960–1964 pracował jako nauczyciel w Sydney, a od 1968 do 1970 roku jako wykładowca na Uniwersytecie Nowej Anglii. W 1985 r. wykładał na Uniwersytecie Kalifornijskim, w 1988 r. na Uniwersytet Nowojorskim i ponownie na Uniwersytecie Kalifornijskim w latach 1991–1995. W latach 1978–1988 był członkiem Australia-China Council, w latach 1985-1988 doradcą Australian Constitutional Committee, w latach 1985-1988 Literary Arts Board of Australia. W latach 1991–1993 był przewodniczącym Australian Republican Movement.
Jest członkiem Australian Society of Authors, którego w latach 1987–1990 był przewodniczącym, członkiem National Book Council of Australia, w którym pełnił funkcję prezydenta w latach 1985–1990, członkiem PEN Clubu, Royal Society of Literature i  American Academy of Arts and Sciences. Wystąpił też w kilku filmach jako aktor m.in. Poletko diabła (1976), Pieśń Jimmiego Blacksmitha (1978), The Final Winter (2007). Napisał kilkanaście scenariuszy do filmów.

## Twórczość
Keneally jest autorem powieści historycznych opisujących stosunki między osadnikami z Europy a Aborygenami (Bring Larks and Heroes). Jako jeden z nielicznych pisarzy australijskich sięga w swoich książkach do historii Europy: Joanna d’Arc: Krwi czerwona, siostro różo, Gossip from the Forest – powieść, która opisuje traktaty rozbrojeniowe po I wojnie światowej, Season in Purgatory – książka o partyzantce Tito w Jugosławii.
W 1972 r. wydał książkę Pieśń Jimmiego Blacksmitha o wczesnych latach Australii jako angielskiej kolonii karnej, dzięki której zdobył międzynarodowe uznanie. Powieść oparta jest na prawdziwej historii pół Aborygena, który pragnąc  poprawy swojej sytuacji, podejmuje się różnych prac dla białych, ale jest ciągle wykorzystywany i oszukiwany. Ta sytuacja ciągnie się aż do czasu, gdy bohater brutalnie zwróci się przeciwko swoim oprawcom buntując przeciwko rasizmowi. Na kanwie powieści powstał w 1978 r. film.
Największą sławę i Nagrodę Bookera za 1982 r. przyniosła Keneally’emu powieść Arka Schindlera o losie Żydów w Krakowie, którą jako Listę Schindlera zekranizował w 1993 r. Steven Spielberg. W 1998 r. wydał powieść The Great Shame, dzieło inspirowane własnym pochodzeniem pisarza, opisuje 80 lat historii Irlandii z perspektywy irlandzkich skazańców wysłanych do Australii w XIX wieku. Wraz z córką Meg Keneally napisał także serię kryminałów Monsarrat. Pierwsza część, The Soldier's Curse, została opublikowana w 2016 r.

### Powieści
- The Place at Whitton, 1964
- The Fear, 1965
- Bring Larks and Heroes, 1967 – Nagroda im. Miles Franklin
- Three Cheers for the Paraclete, 1968 – Nagroda im. Miles Franklin
- The Survivor, 1969
- A Dutiful Daughter, 1971
- The Chant of Jimmie Blacksmith, 1972
- Joanna d’Arc: Krwi czerwona, siostro różo (Blood Red, Sister Rose), 1974
- Moses the Lawgiver, 1975
- Koniec wielkiej wojny (Gossip from the Forest), 1975
- Season in Purgatory, 1976
- Ned Kelly and the City of the Bees, 1978
- A Victim of the Aurora, 1978
- Passenger, 1979
- Confederates, 1979
- The Cut-Rate Kingdom, 1980
- Arka Schindlera (Schindler's Ark), 1982
- Rodzinne szaleństwo (A Family Madness), 1985
- The Playmaker, 1987
- Act of Grace, 1985
- By the Line, 1989
- Towards Asmara, 1989
- Flying Hero Class, 1991
- Chief of Staff, 1991
- Dwa światy Kate (Woman of the Inner Sea), 1993
- Jacko: The Great Intruder, 1993
- A River Town, 1995
- Bettany's Book, 2000
- Spowiednik (An Angel in Australia lub Office of Innocence), 2000
- The Tyrant's Novel, 2003
- The Widow and Her Hero, 2007
- The People's Train, 2009
- The Daughters of Mars, 2012
- Shame and the Captives, 2014
- Napoleon's Last Island, 2015
- Crimes of the Father, 2016
- Two Old Men Dying, 2018
- The Book of Science and Antiquities, 2019
- The Dickens Boy, 2020

### Non-fiction
- Outback, 1983
- Australia: Beyond the Dreamtime, 1987
- The Place Where Souls are Born: A Journey to the Southwest, 1992
- Now and in Time to Be: Ireland and the Irish, 1992
- Memoirs from a Young Republic, 1993
- The Utility Player: The Des Hasler Story, 1993
- Our Republic, 1995
- Homebush Boy: A Memoir, 1995
- The Great Shame, 1998
- American Scoundrel: The Life of the Notorious Civil War General Dan Sickles, 2002
- Lincoln, 2003
- The Commonwealth of Thieves: The Story of the Founding of Australia, 2005
- Searching for Schindler: A Memoir, 2007
- Australians: Origins to Eureka, 2009
- Three Famines: Starvation and Politics, 2011
- Australians: Eureka to the Diggers, 2011
- Australians: Flappers to Vietnam, 2014
- Australians: A Short History, 2016

### Sztuki
- Halloran's Little Boat, 968
- Childermas, 1968
- An Awful Rose, 1972
- Bullie's House, 1981
- Either Or, 2007

### Seria Monsarrat z Meg Keneally
- The Soldier’s Curse, 2016
- The Unmourned, 2017
- The Power Game, 2018
- The Ink Stain, 2019

### Książki wydane po polsku
- Joanna d’Arc: Krwi czerwona, siostro różo (Blood Red, Sister Rose, 1974)
- Koniec wielkiej wojny (Gossip from the Forest, 1975)
- Arka Schindlera (Schindler’s Ark, tytuł zmieniony później na Schindler’s List, 1982)
- Rodzinne szaleństwo (A Family Madness, 1985)
- Dwa światy Kate (Woman of the Inner Sea, 1993)
- Spowiednik (An Angel in Australia lub Office of Innocence, 2000)